# UCI Europe Tour 2021
L'UCI Europe Tour 2021 è stato la diciassettesima edizione dell'UCI Europe Tour, uno dei cinque circuiti continentali di ciclismo dell'Unione Ciclistica Internazionale. Il suo calendario era composto da 166 corse, che si sono tenute dal 24 gennaio al 24 ottobre 2021 in Europa.
Durante tutta la stagione i punti sono stati assegnati ai vincitori delle gare in linea, ai primi della classifica generale e ai vincitori di ogni tappa delle corse a tappe. La qualità e la complessità di una gara ha determinato anche quanti punti sono stati assegnati ai primi classificati: più alto è stato il punteggio UCI di una gara, più punti sono stati assegnati.
La classificazione UCI dal più alto al più basso è stata la seguente:
- corse a tappe: 2.1 e 2.2;
- corse di un giorno: 1.1 e 1.2.

## Calendario

### Gennaio
| Data | Prova                                                            | Cat. | Vincitore              | Squadra              |
| ---- | ---------------------------------------------------------------- | ---- | ---------------------- | -------------------- |
| 24   | Clàssica Comunitat Valenciana 1969 - Gran Premio Valencia (2021) | 1.2  | Lorrenzo Manzin        | Total Direct Énergie |
| 31   | Grand Prix Cycliste la Marseillaise (2021)                       | 1.1  | Aurélien Paret-Peintre | AG2R Citroën Team    |

### Febbraio
| Data  | Prova                                     | Cat. | Vincitore                               | Squadra                                 |
| ----- | ----------------------------------------- | ---- | --------------------------------------- | --------------------------------------- |
| 3-7   | Étoile de Bessèges (2021)                 | 2.1  | Tim Wellens                             | Lotto Soudal                            |
| 6     | Grand Prix Alanya (2021)                  | 1.2  | Davide Gabburo                          | Bardiani-CSF-Faizanè                    |
| 7     | Grand Prix Gazipaşa (2021)                | 1.2  | Raman Tsishkou                          | BelAZ                                   |
| 11-14 | Tour of Antalya                           | 2.1  | posticipata per la Pandemia di COVID-19 | posticipata per la Pandemia di COVID-19 |
| 19-21 | Tour des Alpes-Maritimes et du Var (2021) | 2.1  | Gianluca Brambilla                      | Trek-Segafredo                          |
| 20    | GP Manavgat (2021)                        | 1.2  | Mohd Harrif Saleh                       | Terengganu Cycling Team                 |
| 21    | Grand Prix Velo Alanya (2021)             | 1.2  | Carlos Quintero                         | Terengganu Cycling Team                 |

### Marzo
| Data  | Prova                                              | Cat. | Vincitore                             | Squadra                               |
| ----- | -------------------------------------------------- | ---- | ------------------------------------- | ------------------------------------- |
| 2     | Le Samyn (2021)                                    | 1.1  | Tim Merlier                           | Alpecin-Fenix                         |
| 3     | Umag Trophy (2021)                                 | 1.2  | Jakub Mareczko                        | Vini Zabù                             |
| 6     | Grand Prix Mediterrennean (2021)                   | 1.2  | Onur Balkan                           | Salcano Sakarya BB Team               |
| 7     | Grote Prijs Jean-Pierre Monseré (2021)             | 1.1  | Tim Merlier                           | Alpecin-Fenix                         |
| 7     | Poreč Trophy (2021)                                | 1.2  | Filippo Fiorelli                      | Bardiani-CSF-Faizanè                  |
| 7     | Grand Prix de la Ville de Lillers                  | 1.2  | annullata per la Pandemia di COVID-19 | annullata per la Pandemia di COVID-19 |
| 7     | Grand Prix Gündoğmuş (2021)                        | 1.2  | Carlos Quintero                       | Terengganu Cycling Team               |
| 11-14 | Istrian Spring Trophy (2021)                       | 2.2  | Finn Fisher-Black                     | Jumbo-Visma Development Team          |
| 14    | Parigi-Troyes (2021)                               | 1.2  | Romain Cardis                         | St Michel-Auber 93                    |
| 19    | Youngster Coast Challenge                          | 1.2U | annullata per la Pandemia di COVID-19 | annullata per la Pandemia di COVID-19 |
| 21    | GP Slovenian Istria (2021)                         | 1.2  | Mirco Maestri                         | Bardiani-CSF-Faizanè                  |
| 21    | Per sempre Alfredo (2021)                          | 1.1  | Matteo Moschetti                      | Trek-Segafredo                        |
| 22-28 | Tour de Normandie                                  | 2.2  | annullata per la Pandemia di COVID-19 | annullata per la Pandemia di COVID-19 |
| 23-27 | Settimana Internazionale di Coppi e Bartali (2021) | 2.1  | Jonas Vingegaard                      | Jumbo-Visma                           |
| 28    | Cholet-Pays de la Loire (2021)                     | 1.1  | Elia Viviani                          | Cofidis                               |
| 28    | Grand Prix Adria Mobil (2021)                      | 1.2  | Marijn van den Berg                   | Équipe Continentale Groupama-FDJ      |

### Aprile
| Data  | Prova                                                            | Cat. | Vincitore                             | Squadra                               |
| ----- | ---------------------------------------------------------------- | ---- | ------------------------------------- | ------------------------------------- |
| 1º-4  | Tour of Mevlana (2021)                                           | 2.2  | Anatolij Budjak                       | Spor Toto Cycling Team                |
| 2-5   | Triptyque des Monts et Châteaux                                  | 2.2U | annullata per la Pandemia di COVID-19 | annullata per la Pandemia di COVID-19 |
| 4     | La Roue Tourangelle Région Centre Val de Loire (2021)            | 1.1  | Arnaud Démare                         | Groupama-FDJ                          |
| 4     | International Rhodes Grand Prix (2021)                           | 1.2  | Tord Gudmestad                        | Team Coop                             |
| 4     | Trofeo Piva (2021)                                               | 1.2U | Juan Ayuso                            | Team Colpack Ballan                   |
| 5     | Grosser Osterpreis Bad Neuenahr-Ahrweiler                        | 1.2  | annullata per la Pandemia di COVID-19 | annullata per la Pandemia di COVID-19 |
| 5     | Giro del Belvedere (2021)                                        | 1.2U | Juan Ayuso                            | Team Colpack Ballan                   |
| 6     | Gran Premio Palio del Recioto                                    | 1.2U | annullata per la Pandemia di COVID-19 | annullata per la Pandemia di COVID-19 |
| 6-9   | Circuit Cycliste Sarthe-Pays de la Loire                         | 2.1  | annullata per la Pandemia di COVID-19 | annullata per la Pandemia di COVID-19 |
| 8-11  | International Tour of Rhodes (2021)                              | 2.2  | Fredrik Dversnes                      | Team Coop                             |
| 11    | Klasika Primavera                                                | 1.1  | annullata per la Pandemia di COVID-19 | annullata per la Pandemia di COVID-19 |
| 14-18 | Tour du Loir-et-Cher                                             | 2.2  | annullata per la Pandemia di COVID-19 | annullata per la Pandemia di COVID-19 |
| 18    | Tr. Città di S. Vendemiano - 61° GP Industria & Commercio (2021) | 1.2U | Paul Lapeira                          | AG2R Citroën U23 Team                 |
| 22-25 | Belgrado-Banja Luka (2021)                                       | 2.1  | Mihkel Räim                           | Mazowsze Serce Polski                 |
| 25    | Rutland-Melton International Cicle Classic                       | 1.2  | annullata per la Pandemia di COVID-19 | annullata per la Pandemia di COVID-19 |
| 25    | Gran Premio della Liberazione (2021)                             | 1.2U | Michele Gazzoli                       | Team Colpack Ballan                   |
| 30-2  | Vuelta a Asturias (2021)                                         | 2.1  | Nairo Quintana                        | Team Arkéa-Samsic                     |

### Maggio
| Data  | Prova                                                         | Cat. | Vincitore                             | Squadra                               |
| ----- | ------------------------------------------------------------- | ---- | ------------------------------------- | ------------------------------------- |
| 1º    | Memoriał Andrzeja Trochanowskiego                             | 1.2  | annullata per la Pandemia di COVID-19 | annullata per la Pandemia di COVID-19 |
| 1º    | Ronde van Overijssel                                          | 1.2  | annullata per la Pandemia di COVID-19 | annullata per la Pandemia di COVID-19 |
| 1º    | Eschborn-Francoforte Under-23                                 | 1.2U | annullata per la Pandemia di COVID-19 | annullata per la Pandemia di COVID-19 |
| 2     | Circuito del Porto-Trofeo Internazionale Arvedi (2021)        | 1.2  | Gleb Syritsa                          | Russia                                |
| 2     | Classica da Arrabida (2021)                                   | 1.2  | Sean Quinn                            | Hagens Berman Axeon                   |
| 6-9   | Vuelta a la Comunidad de Madrid                               | 2.1  | annullata per la Pandemia di COVID-19 | annullata per la Pandemia di COVID-19 |
| 9     | Flèche Ardennaise                                             | 1.2  | annullata per la Pandemia di COVID-19 | annullata per la Pandemia di COVID-19 |
| 9     | Gran Premio Industrie del Marmo                               | 1.2U | annullata per la Pandemia di COVID-19 | annullata per la Pandemia di COVID-19 |
| 12-16 | Flèche du Sud                                                 | 2.2  | annullata per la Pandemia di COVID-19 | annullata per la Pandemia di COVID-19 |
| 12-16 | Tour de Hongrie (2021)                                        | 2.1  | Damien Howson                         | Team BikeExchange                     |
| 13    | Circuit de Wallonie (2021)                                    | 1.1  | Christophe Laporte                    | Cofidis                               |
| 13    | Trofeo Calvia (2021)                                          | 1.1  | Ryan Gibbons                          | UAE Team Emirates                     |
| 14    | Trofeo Serra de Tramuntana (2021)                             | 1.1  | Jesús Herrada                         | Cofidis                               |
| 14-16 | Tour d'Eure-et-Loir (2021)                                    | 2.2  | Paul Penhoët                          | Équipe Continentale Groupama-FDJ      |
| 15    | Trofeo Andratx - Mirador des Colomer (Puerto Pollença) (2021) | 1.1  | Winner Anacona                        | Team Arkéa-Samsic                     |
| 16    | Grand Prix Criquielion                                        | 1.2  | annullata per la Pandemia di COVID-19 | annullata per la Pandemia di COVID-19 |
| 16    | Trofeo Alcudia - Port d'Alcudia (2021)                        | 1.1  | André Greipel                         | Israel Start-Up Nation                |
| 16    | Parigi-Tours Espoirs                                          | 1.2U | annullata per la Pandemia di COVID-19 | annullata per la Pandemia di COVID-19 |
| 19-23 | Alpes Isère Tour (2021)                                       | 2.2  | Sjoerd Bax                            | Metec-Solarwatt p/b Mantel            |
| 22    | Veenendaal-Veenendaal Classic                                 | 1.1  | annullata per la Pandemia di COVID-19 | annullata per la Pandemia di COVID-19 |
| 22    | Tour du Finistère (2021)                                      | 1.1  | Benoît Cosnefroy                      | AG2R Citroën Team                     |
| 23    | Vuelta a Murcia (2021)                                        | 1.1  | Antonio Jesús Soto                    | Euskaltel-Euskadi                     |
| 24    | Ronde van Limburg (2021)                                      | 1.1  | Tim Merlier                           | Alpecin-Fenix                         |
| 24    | Mercan'Tour Classic Alpes-Maritimes (2021)                    | 1.1  | Guillaume Martin                      | Cofidis                               |
| 27-30 | Tour de la Mirabelle (2021)                                   | 2.2  | Idar Andersen                         | Uno-X Pro Cycling Team                |
| 28-29 | Tour of Estonia (2021)                                        | 2.1  | Karl Patrick Lauk                     | Estonia                               |
| 29    | GP Fany Gatroservis Příbram                                   | 1.2  | annullata per la Pandemia di COVID-19 | annullata per la Pandemia di COVID-19 |
| 29    | Grand Prix Herning (2021)                                     | 1.2  | Mads Østergaard Kristensen            | Team ColoQuick                        |
| 30    | Fyen Rundt (2021)                                             | 1.2  | Niklas Larsen                         | Uno-X Pro Cycling Team                |
| 30    | GP Slovenia (2021)                                            | 1.2  | Mirco Maestri                         | Bardiani-CSF-Faizanè                  |
| 30    | Coppa della Pace (2021)                                       | 1.2U | Daan Hoole                            | SEG Racing Academy                    |

### Giugno
| Data  | Prova                                                          | Cat. | Vincitore                             | Squadra                               |
| ----- | -------------------------------------------------------------- | ---- | ------------------------------------- | ------------------------------------- |
| 2     | Trofeo Alcide De Gasperi (2021)                                | 1.2  | Riccardo Lucca                        | General Store-F.lli Curia-Essegibi    |
| 3-6   | Ronde de l'Oise                                                | 2.2  | annullata per la Pandemia di COVID-19 | annullata per la Pandemia di COVID-19 |
| 3-6   | Tour of Maloposka (2021)                                       | 2.2  | Michal Schlegel                       | Elkov-Kasper                          |
| 3-12  | Giro d'Italia Giovani Under 23 (2021)                          | 2.2  | Juan Ayuso                            | Team Colpack Ballan                   |
| 4     | Grosser Preis des Kantons Aargau (2021)                        | 1.1  | Ide Schelling                         | Bora-Hansgrohe                        |
| 5     | Ronde van Zeeland                                              | 2.2  | annullata per la Pandemia di COVID-19 | annullata per la Pandemia di COVID-19 |
| 6     | Midden-Brabant Poort Omloop                                    | 1.2  | annullata per la Pandemia di COVID-19 | annullata per la Pandemia di COVID-19 |
| 6     | Memorial Philippe Van Coningsloo                               | 1.1  | annullata per la Pandemia di COVID-19 | annullata per la Pandemia di COVID-19 |
| 6     | Elfstedenronde (2021)                                          | 1.1  | Tim Merlier                           | Alpecin-Fenix                         |
| 6     | Rund um Köln                                                   | 1.1  | annullata per la Pandemia di COVID-19 | annullata per la Pandemia di COVID-19 |
| 8     | Mont Ventoux Dénivelé Challenges (2021)                        | 1.1  | Miguel Ángel López                    | Movistar Team                         |
| 9-13  | Five Rings of Moscow (2021)                                    | 2.2  | Igor Frolov                           | CSP OVS Moskovskaya Oblast            |
| 10-13 | Oberösterreichrundfahrt (2021)                                 | 2.2  | Alexis Guérin                         | Team Vorarlberg                       |
| 10-13 | Route d'Occitanie (2021)                                       | 2.1  | Antonio Pedrero                       | Movistar Team                         |
| 15    | Parigi-Camembert (2021)                                        | 1.1  | Dorian Godon                          | AG2R Citroën Team                     |
| 15-17 | Adriatica Ionica Race (2021)                                   | 2.1  | Lorenzo Fortunato                     | Eolo-Kometa Cycling Team              |
| 16    | Halle-Ingooigem                                                | 1.1  | annullata per la Pandemia di COVID-19 | annullata per la Pandemia di COVID-19 |
| 23-26 | Course Cycliste Solidarnosc et des Champions Olympiques (2021) | 2.2  | Jan Bárta                             | Elkov-Kasper                          |
| 23-27 | Volta ao Alentejo (2021)                                       | 1.2  | Mauricio Moreira                      | Efapel                                |
| 24    | Giro dell'Appennino (2021)                                     | 1.1  | Ben Hermans                           | Israel Start-Up Nation                |
| 27    | Gran Premio di Lugano (2021)                                   | 1.1  | Gianni Moscon                         | Ineos Grenadiers                      |
| 28-29 | In the footsteps of the Romans (2021)                          | 2.2  | Immanuel Stark                        | P&S Metalltechnik                     |
| 30    | Internationale Wielertrofee Jong Maar Moedig                   | 1.2  | annullata per la Pandemia di COVID-19 | annullata per la Pandemia di COVID-19 |
| 30-5  | Tour de Bulgarie (2021)                                        | 2.2  | Immanuel Stark                        | P&S Metalltechnik                     |

### Luglio
| Data  | Prova                                              | Cat. | Vincitore                                                | Squadra                                                  |
| ----- | -------------------------------------------------- | ---- | -------------------------------------------------------- | -------------------------------------------------------- |
| 3     | Germenica Grand Prix Road Race (2021)              | 1.2  | Christofer Jurado                                        | Panamá es Cultura y Valores                              |
| 3-6   | Sibiu Cycling Tour (2021)                          | 2.1  | Giovanni Aleotti                                         | Bora-Hansgrohe                                           |
| 4     | 2 Districtenpijl - Ekeren-Deurne                   | 1.2  | annullata per la Pandemia di COVID-19                    | annullata per la Pandemia di COVID-19                    |
| 4     | Giro del Medio Brenta (2021)                       | 1.2  | Didier Merchan                                           | Colombia Tierra de Atletas-GW Bicicletas                 |
| 4     | Kahramanmaraş Grand Prix Road Race (2021)          | 1.2  | Jambaljamts Sainbayar                                    | Terengganu Cycling Team                                  |
| 10    | Grand Prix Erciyes (2021)                          | 1.2  | Alex Hoehn                                               | Wildlife Generation Pro Cycling                          |
| 10    | Visegrad 4 Kerékpárverseny (2021)                  | 1.2  | Michal Schlegel                                          | Elkov-Kasper                                             |
| 11    | Grand Prix Kayseri (2021)                          | 1.2  | Anatoliy Budyak                                          | Spor Toto Cycling Team                                   |
| 11    | Visegrad 4 Bicycle Race - GP Slovakia (2021)       | 1.2  | Alan Banaszek                                            | HRE Mazowsze Serce Polski                                |
| 11    | Slag om Norg                                       | 1.1  | annullata per la Pandemia di COVID-19                    | annullata per la Pandemia di COVID-19                    |
| 14-17 | Dookoła Mazowsza (2021)                            | 2.2  | Eirik Lunder                                             | Team Coop                                                |
| 14-18 | Settimana Ciclistica Italiana (2021)               | 2.1  | Diego Ulissi                                             | UAE Team Emirates                                        |
| 15-18 | Troféu Joaquim Agostinho (2021)                    | 2.2  | Frederico Figueiredo                                     | Efapel                                                   |
| 16-18 | Tour of Kosovo (2021)                              | 2.2  | Tristan Delacroix                                        | Sprinter Nice Metropole                                  |
| 16-18 | Giro della Valle d'Aosta (2021)                    | 2.2U | Reuben Thompson                                          | Equipe continentale Groupama-FDJ                         |
| 17    | Grand Prix Velo Erciyes (2021)                     | 1.2  | Azzedine Lagab                                           | Groupement Sportif des Pétroliers                        |
| 17    | Visegrad 4 Bicycle Race - GP Czech Republic (2021) | 1.2  | Adam Ťoupalík                                            | Elkov-Kasper                                             |
| 18    | Puchar Ministra Obrony Narodowej (2021)            | 1.2  | Louis Bendixen                                           | Team Coop                                                |
| 18    | Grand Prix Develi (2021)                           | 1.2  | Mykhaylo Kononenko                                       | Salcano Sakarya BB Team                                  |
| 18    | Visegrad 4 Bicycle Race - GP Polski (2021)         | 2.2  | Itamar Einhorn                                           | Israel Start-Up Nation                                   |
| 18    | Volta Limburg Classic                              | 1.1  | annullata per le alluvioni che hanno colpito il Limburgo | annullata per le alluvioni che hanno colpito il Limburgo |
| 18    | Grand Prix de la Ville de Nogent-sur-Oise (2021)   | 1.2  | Karl Patrick Lauk                                        | Pro Immo Nicolas Roux                                    |
| 21-25 | Tour Alsace (2021)                                 | 2.2  | José Félix Parra                                         | Equipo Kern Pharma                                       |
| 21-25 | Bałtyk-Karkonosze Tour                             | 2.2  | annullata per la Pandemia di COVID-19                    | annullata per la Pandemia di COVID-19                    |
| 25    | Grand Prix de la ville de Pérenchies (2021)        | 1.2  | Emiel Vermeulen                                          | Xelliss-Roubaix-Lille Métropole                          |
| 25    | Grand Prix Kranj (2021)                            | 1.2  | Riccardo Verza                                           | Zalf Euromobil Fior                                      |
| 25    | Prueba Villafranca de Ordizia (2021)               | 1.1  | Luis León Sánchez                                        | Astana-Premier Tech                                      |
| 25    | Grand Prix Pino Cerami                             | 1.1  | annullata per la Pandemia di COVID-19                    | annullata per la Pandemia di COVID-19                    |
| 29    | Vuelta a Castilla y León (2021)                    | 1.1  | Matis Louvel                                             | Team Arkéa-Samsic                                        |
| 29-31 | Tour de l'Ain (2021)                               | 2.1  | Michael Storer                                           | Team DSM                                                 |
| 30-2  | Kreiz Breizh Elites (2021)                         | 2.2  | Nick van der Lijke                                       | Riwal Cycling Team                                       |
| 31    | Scandinavian Race in Uppsala                       | 1.2  | annullata per la Pandemia di COVID-19                    | annullata per la Pandemia di COVID-19                    |
| 31    | Heistse Pijl (2021)                                | 1.1  | Pascal Eenkhoorn                                         | Jumbo-Visma                                              |

### Agosto
| Data  | Prova                                                    | Cat. | Vincitore                             | Squadra                               |
| ----- | -------------------------------------------------------- | ---- | ------------------------------------- | ------------------------------------- |
| 1º    | Circuito de Getxo (2021)                                 | 1.1  | Giacomo Nizzolo                       | Team Qhubeka NextHash                 |
| 4-7   | Tour of Szeklerland (2021)                               | 2.2  | Alan Banaszek                         | HRE Mazowsze Serce Polski             |
| 4-8   | Tour de Savoie Mont-Blanc (2021)                         | 2.2  | Jefferson Alexander Cepeda            | Androni Giocattoli-Sidermec           |
| 4-15  | Volta a Portugal (2021)                                  | 2.1  | Amaro Antunes                         | W52/FC Porto                          |
| 5-8   | Sazka Tour (2021)                                        | 2.1  | Filippo Zana                          | Bardiani-CSF-Faizanè                  |
| 8     | Gran Premio Sportivi di Poggiana (2021)                  | 1.2U | Riccardo Ciuccarelli                  | Biesse Arvedi                         |
| 13    | Minsk Cup                                                | 1.2  | annullata per la Pandemia di COVID-19 | annullata per la Pandemia di COVID-19 |
| 14    | Grand Prix Minsk                                         | 1.2  | annullata per la Pandemia di COVID-19 | annullata per la Pandemia di COVID-19 |
| 15    | Memoriał Henryka Łasaka (2021)                           | 1.2  | Michael Kukrle                        | Elkov-Kasper                          |
| 15    | La Poly Normande (2021)                                  | 1.1  | Valentin Madouas                      | Groupama-FDJ                          |
| 15    | Grote Prijs Jef Scherens (2021)                          | 1.1  | Niccolò Bonifazio                     | TotalEnergies                         |
| 16    | Puchar Uzdrowisk Karpackich                              | 1.2  | annullata per la Pandemia di COVID-19 | annullata per la Pandemia di COVID-19 |
| 16    | Gran Premio Capodarco (2021)                             | 1.2U | Simone Raccani                        | Zalf Euromobil Fior                   |
| 17    | Egmont Cycling Race (2021)                               | 1.1  | Danny van Poppel                      | Intermarché-Wanty-Gobert Matériaux    |
| 17-20 | Tour du Limousin (2021)                                  | 2.1  | Warren Barguil                        | Team Arkéa-Samsic                     |
| 20    | Gran Premio Marcel Kint (2021)                           | 1.1  | Álvaro Hodeg                          | Deceuninck-Quick Step                 |
| 20-22 | Baltic Chain Tour (2021)                                 | 2.2  | Laurence Pithie                       | Équipe Continentale Groupama-FDJ      |
| 20-22 | CCC Tour-Grody Piastowskie (2021)                        | 2.2  | Maciej Paterski                       | Voster ATS Team                       |
| 22    | Schaal Sels                                              | 1.1  | annullata per la Pandemia di COVID-19 | annullata per la Pandemia di COVID-19 |
| 24-27 | Tour du Poitou-Charentes (2021)                          | 2.1  | Connor Swift                          | Team Arkéa-Samsic                     |
| 26    | Druivenkoers-Overijse (2021)                             | 1.1  | Remco Evenepoel                       | Deceuninck-Quick Step                 |
| 27-29 | Tour du Pays de Montbéliard (2021)                       | 2.2U | Maurice Ballerstedt                   | Jumbo-Visma Development Team          |
| 28    | Adriatic Race (2021)                                     | 1.2  | Nik Čemažar                           | KK Kranj                              |
| 28    | GP Himmerland Rundt (2021)                               | 1.2  | Mathias Larsen                        | Restaurant Suri-Carl Ras              |
| 29    | Grand Prix de la Somme «Conseil Départemental 80» (2021) | 1.2  | Tom Mazzone                           | Saint Piran                           |
| 29    | Rent Liv Løbet Skive (2021)                              | 1.2  | Elmar Reinders                        | Riwal Cycling Team                    |
| 29    | Ronde van de Achterhoek (2021)                           | 1.2  | Casper van Uden                       | Development Team DSM                  |
| 29-31 | Carpathian Couriers Race (2021)                          | 2.2U | Filip Maciejuk                        | Polonia                               |
| 31-5  | Turul României (2021)                                    | 2.1  | Jakub Kaczmarek                       | HRE Mazowsze Serce Polski             |

### Settembre
| Data  | Prova                                           | Cat. | Vincitore                             | Squadra                               |
| ----- | ----------------------------------------------- | ---- | ------------------------------------- | ------------------------------------- |
| 2-4   | Flanders Tomorrow Tour (2021)                   | 2.2U | Mick van Dijke                        | Jumbo-Visma Development Team          |
| 3     | Hafjell TT                                      | 1.2  | annullata per la Pandemia di COVID-19 | annullata per la Pandemia di COVID-19 |
| 3     | Classic Grand Besançon Doubs (2021)             | 1.1  | Biniam Girmay                         | Intermarché-Wanty-Gobert Matériaux    |
| 3-5   | À Travers les Hauts-de-France (2021)            | 2.2  | Jason Tesson                          | St Michel-Auber 93                    |
| 3-5   | Giro della Regione Friuli Venezia Giulia (2021) | 2.2  | Jonas Rapp                            | Team Hrinkow Advarics Cycleang        |
| 4     | Tour du Jura Cycliste (2021)                    | 1.1  | Benoît Cosnefroy                      | AG2R Citroën Team                     |
| 5     | Tour du Doubs (2021)                            | 1.1  | Dorian Godon                          | AG2R Citroën Team                     |
| 9-12  | Okolo Jižních Čech (2021)                       | 2.2  | Arnaud De Lie                         | Lotto Soudal U23                      |
| 9-12  | Tour de Serbie (2021)                           | 2.2  | Jean Goubert                          | Sprinter Nice Metropole               |
| 11    | Arno Wallaard Memorial                          | 1.2  | annullata per la Pandemia di COVID-19 | annullata per la Pandemia di COVID-19 |
| 11    | Sundvolden GP                                   | 1.2  | annullata per la Pandemia di COVID-19 | annullata per la Pandemia di COVID-19 |
| 12    | Antwerp Port Epic (2021)                        | 1.1  | Mathieu van der Poel                  | Alpecin-Fenix                         |
| 12    | La Popolarissima                                | 1.2  | annullata per la Pandemia di COVID-19 | annullata per la Pandemia di COVID-19 |
| 12    | Ringerike Grand Prix                            | 1.2  | annullata per la Pandemia di COVID-19 | annullata per la Pandemia di COVID-19 |
| 15    | Giro di Toscana (2021)                          | 1.1  | Michael Valgren                       | EF Education-Nippo                    |
| 15-19 | Okolo Slovenska (2021)                          | 2.1  | Peter Sagan                           | Bora-Hansgrohe                        |
| 17    | Kampioenschap van Vlaanderen (2021)             | 1.1  | Jasper Philipsen                      | Alpecin-Fenix                         |
| 18    | Memorial Marco Pantani (2021)                   | 1.1  | Sonny Colbrelli                       | Bahrain Victorious                    |
| 18    | PWZ Zuidenveld Tour (2021)                      | 1.2  | Elmar Reinders                        | Riwal Cycling Team                    |
| 18    | Liegi-Bastogne-Liegi Under-23 (2021)            | 1.2U | Leo Hayter                            | Development Team DSM                  |
| 19    | Gooikse Pijl (2021)                             | 1.1  | Fabio Jakobsen                        | Deceuninck-Quick Step                 |
| 19    | Grand Prix d'Isbergues (2021)                   | 1.1  | Elia Viviani                          | Cofidis                               |
| 19    | Trofeo Matteotti (2021)                         | 1.1  | Matteo Trentin                        | UAE Team Emirates                     |
| 20-26 | Tour de Bretagne (2021)                         | 2.2  | Jean-Louis Le Ny                      | WB-Fybolia Locminé                    |
| 23    | Omloop van het Houtland (2021)                  | 1.1  | Taco van der Hoorn                    | Intermarché-Wanty-Gobert Matériaux    |
| 23-26 | Greek Monuments Tour                            | 2.1  | annullata per la Pandemia di COVID-19 | annullata per la Pandemia di COVID-19 |
| 26    | Parigi-Chauny (2021)                            | 1.1  | Jasper Philipsen                      | Alpecin-Fenix                         |
| 26    | Dorpenomloop Rucphen (2021)                     | 1.2  | Elias Van Breussegem                  | Tarteletto-Isorex                     |
| 28    | Ruota d'Oro (2021)                              | 1.2U | Andrea Piccolo                        | Viris Vigevano                        |
| 28-1º | Giro di Sicilia (2021)                          | 2.1  | Vincenzo Nibali                       | Trek-Segafredo                        |
| 28-3  | Tour of Croatia (2021)                          | 2.1  | Stephen Williams                      | Bahrain Victorious                    |
| 29-3  | Ronde de l'Isard (2021)                         | 2.2U | Gijs Leemreize                        | Jumbo-Visma Development Team          |

### Ottobre
| Data  | Prova                                           | Cat. | Vincitore                                                            | Squadra                                                              |
| ----- | ----------------------------------------------- | ---- | -------------------------------------------------------------------- | -------------------------------------------------------------------- |
| 1º    | Route Adélie de Vitré (2021)                    | 1.1  | Arvid de Kleijn                                                      | Rally Cycling                                                        |
| 1°-3  | Tour of Montenegro                              | 2.2  | annullata per la Pandemia di COVID-19                                | annullata per la Pandemia di COVID-19                                |
| 2     | Classic Loire Atlantique (2021)                 | 1.1  | Alan Riou                                                            | Team Arkéa-Samsic                                                    |
| 2     | Lillehammer GP (2021)                           | 1.2  | Idar Andersen                                                        | Uno-X Pro Cycling Team                                               |
| 3     | Gran Premio Bruno Beghelli                      | 1.1  | annullata per la Pandemia di COVID-19                                | annullata per la Pandemia di COVID-19                                |
| 3     | Famenne Ardenne Classic                         | 1.1  | annullata per la Pandemia di COVID-19                                | annullata per la Pandemia di COVID-19                                |
| 3     | Gylne Gutuer (2021)                             | 1.2  | William Blume Levy                                                   | ColoQuick                                                            |
| 3     | Il Piccolo Lombardia (2021)                     | 1.2U | Paul Lapeira                                                         | AG2R Citroën U23 Team                                                |
| 5     | Binche-Chimay-Binche (2021)                     | 1.1  | Danny van Poppel                                                     | Intermarché-Wanty-Gobert Matériaux                                   |
| 7     | Parigi-Bourges (2021)                           | 1.1  | Jordi Meeus                                                          | Bora-Hansgrohe                                                       |
| 7-10  | Circuit des Ardennes International (2021)       | 2.2  | Lucas Eriksson                                                       | Riwal Cycling Team                                                   |
| 9     | Tour de Vendée (2021)                           | 1.1  | Bram Welten                                                          | Team Arkéa-Samsic                                                    |
| 10    | Memorial Rik Van Steenbergen                    | 1.1  | annullata per la Pandemia di COVID-19                                | annullata per la Pandemia di COVID-19                                |
| 10    | Parigi-Tours Espoirs (2021)                     | 1.2U | Jonas Iversby Hvideberg                                              | Uno-X Pro Cycling Team                                               |
| 11    | Coppa Agostoni (2021)                           | 1.1  | Aleksej Lucenko                                                      | Astana-Premier Tech                                                  |
| 12-16 | Giro di Sardegna                                | 2.1  | annullata per problematiche economiche derivanti dall'organizzazione | annullata per problematiche economiche derivanti dall'organizzazione |
| 13    | Giro del Veneto (2021)                          | 1.1  | Xandro Meurisse                                                      | Alpecin-Fenix                                                        |
| 16    | Ster van Zwolle (2021)                          | 1.2  | Coen Vermeltfoort                                                    | VolkerWessels Cyclingteam                                            |
| 17    | Veneto Classic (2021)                           | 1.1  | Samuele Battistella                                                  | Astana-Premier Tech                                                  |
| 17    | Paris-Mantes Cycliste (2021)                    | 1.2  | Maxime Jarnet                                                        | Velo Club Villefranche Beaujolais                                    |
| 17    | Boucles de l'Aulne-Châteaulin (2021)            | 1.1  | Stan Dewulf                                                          | AG2R Citroën Team                                                    |
| 17    | Chrono des Nations - Les Herbiers Vendée (2021) | 1.1  | Stefan Küng                                                          | Groupama-FDJ                                                         |
| 17    | Chrono des Nations U23 (2021)                   | 1.2U | Antoine Devanne                                                      | Vendée U                                                             |
| 24    | Ronde van Drenthe (2021)                        | 1.1  | Rune Herregodts                                                      | Sport Vlaanderen-Baloise                                             |

## Classifiche

### Classifica individuale
La classifica è composta da tutti i corridori del continente che abbiano ottenuto punti nell'UCI World Ranking.  
| Pos. | Corridore            | Squadra    | Punti    |
| ---- | -------------------- | ---------- | -------- |
| 1    | Tadej Pogačar        | UAE        | 5 363    |
| 2    | Wout Van Aert        | Jumbo      | 4 382    |
| 3    | Primož Roglič        | Jumbo      | 3 924    |
| 4    | Julian Alaphilippe   | Deceuninck | 3 104,67 |
| 5    | Sonny Colbrelli      | Bahrain    | 2 553    |
| 6    | Mathieu van der Poel | Alpecin    | 2 461    |
| 7    | Adam Yates           | Ineos      | 2 251    |
| 8    | João Almeida         | Deceuninck | 2 219    |
| 9    | Alejandro Valverde   | Movistar   | 1 981    |
| 10   | Matej Mohorič        | Bahrain    | 1 897    |

### Classifica a squadre
La classifica viene calcolata sommando i punti della classifica individuale dei migliori 8 ciclisti per squadra.
| Pos. | Squadra                     | Punti    |
| ---- | --------------------------- | -------- |
| 1    | Alpecin-Fenix               | 8 251    |
| 2    | Team Arkéa-Samsic           | 5 000    |
| 3    | TotalEnergies               | 3 192    |
| 4    | Uno-X Pro Cycling Team      | 2 848,17 |
| 5    | B&B Hotels p/b KTM          | 2 726    |
| 6    | Bingoal Pauwels Sauces WB   | 2 037    |
| 7    | Sport Vlaanderen-Baloise    | 1 898    |
| 8    | Androni Giocattoli-Sidermec | 1 688    |
| 9    | Delko                       | 1 668    |
| 10   | Bardiani CSF Faizanè        | 1 608    |

### Classifica per nazioni
La classifica viene calcolata sommando i punti dei migliori 8 ciclisti per nazione.
| Pos. | Nazione       | Punti     |
| ---- | ------------- | --------- |
| 1    | Belgio        | 14 349,33 |
| 2    | Slovenia      | 11 993    |
| 3    | Francia       | 11 541,67 |
| 4    | Italia        | 10 851    |
| 5    | Gran Bretagna | 9 960,6   |
| 6    | Paesi Bassi   | 9 808,66  |
| 7    | Spagna        | 7 979     |
| 8    | Danimarca     | 7 911,6   |
| 9    | Germania      | 5 230,33  |
| 10   | Svizzera      | 4 290     |

### Classifica per nazioni U23
La classifica viene calcolata sommando i punti dei migliori 8 ciclisti per nazione della categoria U23.
| Pos. | Nazione         | Punti    |
| ---- | --------------- | -------- |
| 1    | Belgio          | 4 111,93 |
| 2    | Gran Bretagna   | 2 528    |
| 3    | Italia          | 2 407    |
| 4    | Paesi Bassi     | 1 712,17 |
| 5    | Norvegia        | 1 415,32 |
| 6    | Francia         | 1 214    |
| 7    | Spagna          | 1 029,04 |
| 8    | Danimarca       | 893,17   |
| 9    | Germania        | 873,34   |
| 10   | Repubblica Ceca | 549      |